# 浅野七之助
浅野 七之助（あさの しちのすけ、1894年11月29日 - 1993年3月6日）は、盛岡市出身のジャーナリスト。
アメリカ合衆国で新聞記者として活動し、第二次世界大戦後にアメリカから日本に対しておこなわれた難民救済事業である「ララ物資の父」と言われている。

## 経歴
郷土の先輩、原敬の書生となり、中央大学で学んだ後、1917年に東京毎夕新聞記者特派員として渡米、1924年から朝日新聞米国西部沿岸通信員を務めた。1946年、サンフランシスコの代表的邦字紙「日米時事」を発刊し、社長となる。在米日本人、日系人の権利擁護、拡張のための民権擁護協会、帰化権獲得同盟に参加した。 
日米親善と在留邦人の地位向上に貢献したことで、1973年に勲三等瑞宝章を授与される。1987年にはサンフランシスコ市から「日系人への貢献、ララ物資の送付、日米親善への尽力」により表彰を受け、表彰を受けた5月16日がサンフランシスコ市における「浅野七之助デー」とされた。

## 関連文献
- 長江好道『日系人の夜明け : 在米一世ジャーナリスト浅野七之助の証言』岩手日報社、1987年。ISBN 4-87201-212-7。